# Nurmijärvi
Nurmijärvi é um município de 42.677 habitantes (em 31/12/2018) situado no sul da Finlândia. É o maior município da Finlândia, com uma população que não é oficialmente definida como uma "cidade".
O município está localizado exatamente no limite da área metropolitana de Helsinque (Helsingfors). Outros municípios vizinhos são Vantaa (Vanda), Espoo (Esbo), Tuusula (Tusby), Vihti (Vichtis) e Hyvinkää (Hyvinge). A distância do centro de Nurmijärvi ao centro de Helsinque é de uns 37 quilômetros.
Klaukkala, a maior aldeia do município, tem cerca de 20.000 habitantes. Outras aldeias grandes são a Aldeia da Igreja de Nurmijärvi (8.000 habitantes), Rajamäki (7.000 habitantes) e Röykkä (2.000 habitantes).